# Orencostoma
Orencostoma é um gênero de mariposa pertencente à família Acrolepiidae.